# Al Horford
Alfred "Al" Joel Horford Reynoso (Puerto Plata, República Dominicana, 3 de junho de 1986) é um jogador dominicano de basquete profissional que atualmente joga no Boston Celtics da National Basketball Association (NBA).
Horford jogou três anos no basquete universitário na Universidade da Flórida, onde, liderou a equipe a dois títulos do Torneio da NCAA em 2006 e 2007. Ele foi selecionado pelo Atlanta Hawks como a 3ª escolha do draft da NBA de 2007. Ele jogou nove temporadas em Atlanta antes de assinar com os Celtics como agente livre em 2016.
Após três temporadas em Boston, Horford assinou com o Philadelphia 76ers em 2019 e jogou uma temporada com a equipe antes de ser trocado para o Oklahoma City Thunder em 2020. Antes da temporada de 2021, Horford foi trocado de volta para os Celtics. Ele chegou às Finais da NBA em 2022 e 2024, conquistando seu primeiro título em 2024, após disputar 186 jogos de playoffs em sua carreira sem conquistar um título, o segundo maior número de todos os tempos.

## Primeiros anos e carreira no ensino médio
Horford nasceu em Puerto Plata na República Dominicana. Seu pai, Tito Horford, jogou três anos na NBA e vários outros no exterior.
No verão de 2000, Horford e sua família mudaram-se para Lansing, Michigan, onde ele frequentou a Grand Ledge High School em Grand Ledge, Michigan, e foi uma estrela em seu time de basquete. Horford tem sete recordes escolares, incluindo mais pontos (1.239).
Em seu último ano, ele foi eleito Jogador do Ano da Classe A com médias de 21 pontos, 13 rebotes e cinco bloqueios. A equipe de Grand Ledge foi vice-campeão no Adidas Big Time National Tournament.
Considerado um recruta de quatro estrelas pela Rivals.com, Horford foi listado como o 7° melhor Ala-pivô e o 36° melhor jogador do país em 2004.

## Carreira universitária

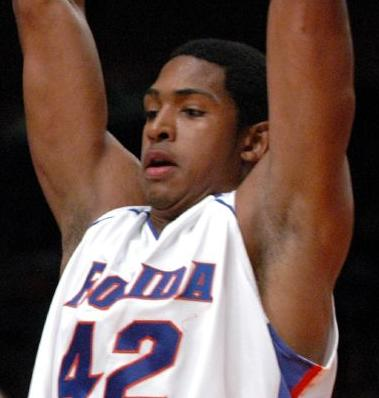
Horford jogando pela Universidade da Flórida.

Horford aceitou uma bolsa de estudos esportiva da Universidade da Flórida, onde foi comandado por Billy Donovan e teve Joakim Noah, Corey Brewer e Taurean Green como seus companheiros. Ele causou um impacto imediato jogando como pivô e ajudando o time a serem campeões do Torneio da Southeastern Conference de 2005.
Na temporada de 2005-06, o time foi bicampeão da SEC. No Torneio da NCAA, eles venceram bem as primeiras quatro rodadas para chegar ao Final Four. Lá eles derrotaram George Mason para chegar à final. Na final, Horford registrou 14 pontos e 7 rebotes e Flórida derrotou UCLA.
Em 4 de março de 2007, em um jogo contra Kentucky, Horford se tornou o quarto jogador em sua equipe a marcar 1.000 pontos. Ele precisava de 14 pontos durante o jogo para alcançar o marco e marcou exatamente 14.
Em 2 de abril de 2007, a Universidade da Flórida se tornou a primeira o time a se ser bicampeão nacional desde Duke de 1991-92 e o primeiro a fazer isso com a mesma formação inicial. Três dias depois, Horford, Joakim Noah, Corey Brewer e Taurean Green se declararam para o draft da NBA.

## Carreira na NBA

### Atlanta Hawks (2007–2016)

#### Temporada de novato (2007–08)
Em 28 de junho de 2007, Horford foi selecionado pelo Atlanta Hawks como a terceira escolha geral no Draft de 2007. Em 9 de julho, ele assinou seu contrato de novato com os Hawks.
Como um novato em 2007-08, Horford foi o único jogador escolhido por unanimidade para o Primeiro-Time All-Rookie; ele também foi vice-campeão do prêmio de Novato do Ano e foi nomeado Novato do Mês em quatro ocasiões diferentes.
Horford teve médias de 10,1 pontos, 9,7 rebotes e 1,5 assistências em 81 jogos. Os Hawks terminaram a temporada regular com um recorde de 37-45 e entraram nos playoffs como a oitava melhor campanha da Conferência Leste. Na primeira rodada contra o Boston Celtics, Horford ajudou os Hawks a levar a série até sete jogos, perdendo por 4-3. Na série, ele teve médias de 12,6 pontos e 10,4 rebotes.

#### 2x All-Star (2008–11)

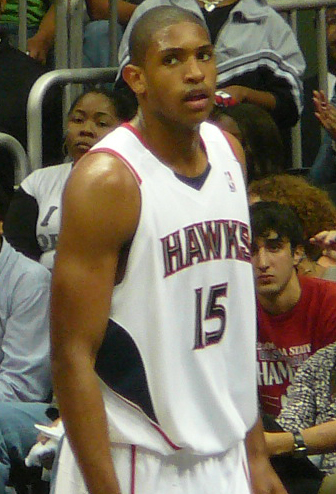
Horford em Abril de 2008

Na temporada de 2008-09, Horford foi titular em todos os 67 jogos em que jogou e teve médias de 11,5 pontos, 9,3 rebotes, 2,4 assistências e 1,4 bloqueios. Com um recorde de 47-35, os Hawks entraram nos playoffs como a quarta melhor campanha no leste. Horford ajudou os Hawks a avançar para a segunda rodada, onde foram varridos pelos Cleveland Cavaliers.
Horford teve uma excelente temporada em 2009-10, tornando-se a primeira escolha de draft dos Hawks a ser selecionado para o All-Star Game desde Kevin Willis em 1992. Ele teve médias de 14,2 pontos, 9,9 rebotes, 2,3 assistências e 1,1 bloqueios. Horford ficou em 10º na NBA em rebotes, empatado em nono em rebotes ofensivos (2,9) e em 26º em bloqueios. Ele teve 39 duplos-duplos, empatado em 11º na NBA. Jogando ao lado de Mike Bibby, Jamal Crawford, Johnson Joe, Josh Smith e Marvin Williams, os Hawks entraram nos playoffs como a terceira melhor campanhha no leste. No entanto, a equipe não conseguiu passar da segunda rodada pelo segundo ano consecutivo, sendo varrido novamente, desta vez pelo Orlando Magic.
Em 1 de novembro de 2010, Horford assinou uma extensão de contrato no valor de US $ 60 milhões por cinco anos com os Hawks.
Na temporada de 2010-11, Horford foi selecionado para o All-Star Game pelo segundo ano consecutivo. Em 77 jogos, ele registrou médias de 15,3 pontos, 9,3 rebotes, 3,5 assistências e 1,0 bloqueios. Ele teve 36 duplos-duplos, incluindo um jogo de 20 pontos e 20 rebotes, e foi nomeado pro Terceiro-Time da NBA. Com um recorde de 44-38, os Hawks entraram nos playoffs como a quinta melhor campanha no leste. Eles conseguiram passar para a segunda rodada novamente, desta vez perdendo por 4-2 para o Chicago Bulls.

#### Temporada reduzida por lesões (2011–12)
Devido ao Locaute da NBA de 2011, a temporada de 2011-12 não começou até 25 de dezembro de 2011. Horford jogou nos 11 primeiros jogos dos Hawks antes de perder os outros 55 jogos devido a um músculo rasgado no peitoral, uma lesão sofrida em 11 de janeiro de 2012 contra o Indiana Pacers. Em 17 de janeiro, ele passou por uma cirurgia para reparar o músculo e foi descartado por três a quatro meses.
Com um recorde de 40-26, os Hawks entraram nos playoffs como a quinta melhor campanha no leste. Horford perdeu mais três jogos antes de voltar a jogar no Jogo 4 da primeira rodada contra o Boston Celtics. Os Hawks acabaram perdendo a série por 4-2.

#### Melhor temporada da carreira (2012–13)
Na temporada de 2012-13, Horford foi titular em todos os 74 jogos que disputou e teve médias de 17,4 pontos, 10,2 rebotes, 3,2 assistências, 1,1 bloqueios e 1,1 roubos de bola em 37,2 minutos. Ele registrou 43 duplos-duplos (20 jogos de 20 pontos/10 rebotes). Ele marcou mais de 20 pontos em nove jogos consecutivos (11 de fevereiro a 3 de março) pela primeira vez em sua carreira.
Em 26 de novembro de 2012, ele foi nomeado Jogador da Semana da Conferência Leste pela primeira vez em sua carreira. Em 27 de fevereiro de 2013, ele marcou 34 pontos em uma vitória por 102-91 sobre o Utah Jazz.
Com um recorde de 44-38, os Hawks entraram nos playoffs como a sexta melhor campanha no leste. Na primeira rodada contra o Indiana Pacers, os Hawks foram derrotados por 4-2, apesar da média de 16,7 pontos de Horford ao longo dos seis jogos.

#### Outra temporada abreviada por lesões (2013–14)

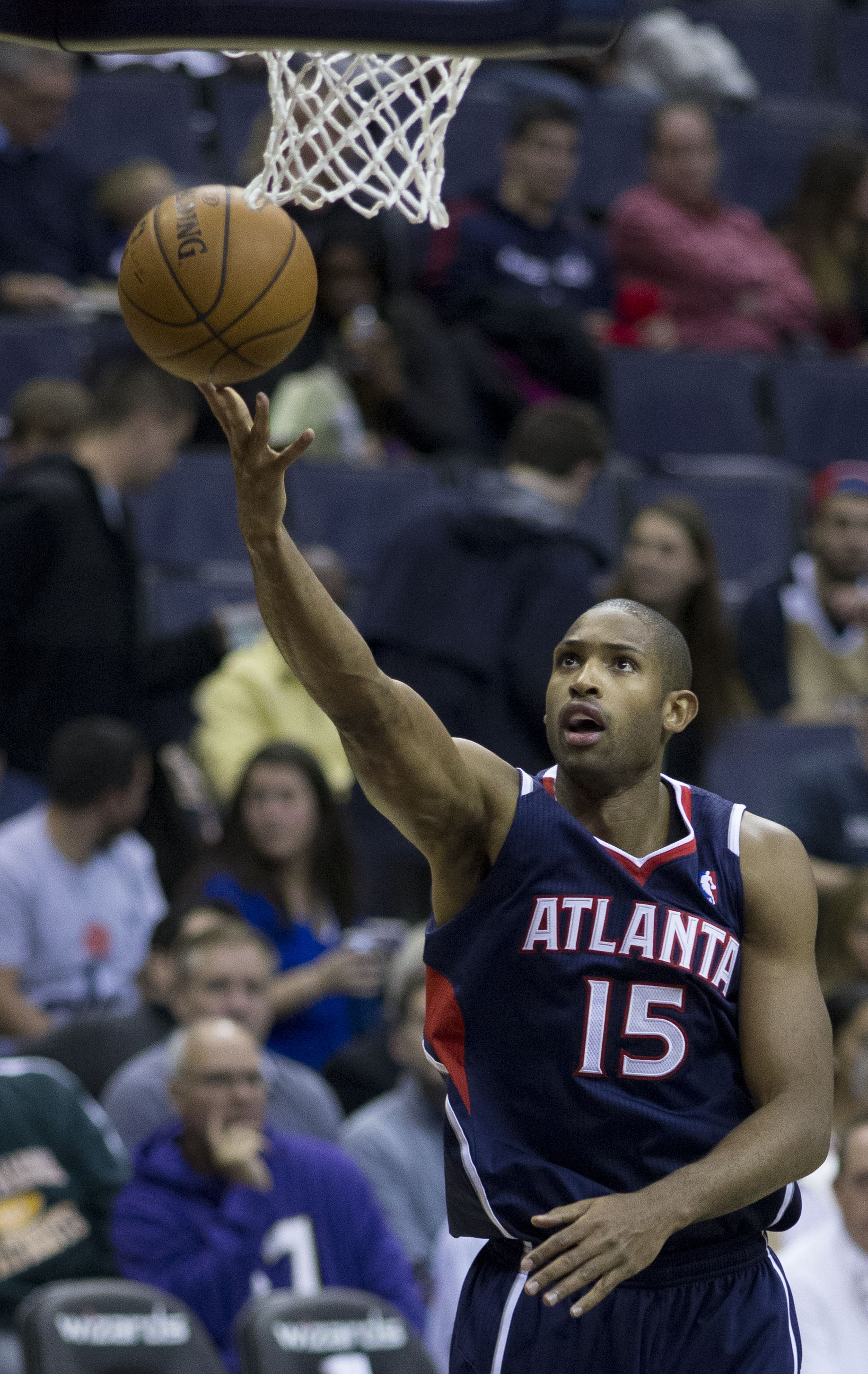
Horford com os Hawks em novembro de 2013

Nos primeiros 29 jogos da temporada de 2013-14, Horford fez nove duplos-duplos e teve 13 partidas de 20 pontos e um jogo de 30 pontos. Nesse trecho, ele obteve uma média de 18,6 pontos.
No entanto, outra lesão no ombro sofrida em 26 de dezembro de 2013, o afastou do resto da temporada. Inicialmente considerado um "ombro direito machucado", a lesão revelou-se uma ruptura completa do músculo direto do peitoral e exigiu uma cirurgia. Ele não jogou na pós-temporada, onde os Hawks perderam na primeira rodada para o Indiana Pacers.

#### Retorno ao All-Star (2014–16)
Na temporada de 2014-15, Horford jogou em 76 jogos da temporada regular, o maior desde a temporada de 2010-11. Em 22 de dezembro de 2014, ele foi nomeado Jogador da Semana da Conferência Leste. Ele recebeu o prêmio apenas pela segunda vez em sua carreira.
Em 13 de janeiro de 2015, ele registrou seu primeiro triplo-duplo com 21 pontos, 10 rebotes e 10 assistências na vitória por 105-87 sobre o Philadelphia 76ers. Seis dias depois, ele foi nomeado Jogador da Semana da Conferência Leste.
Em 29 de janeiro, ele foi chamado pela terceira vez para o All-Star Game. De 7 de dezembro a 31 de janeiro, Horford marcou dois dígitos em 28 jogos consecutivos. Entre dezembro e janeiro, os Hawks tiveram um recorde de 28-2 com 19 vitórias consecutivas, um recorde da franquia. Os Hawks terminaram a temporada regular com a melhor campanha no Leste e avançaram para as finais da Conferência Leste pela primeira vez na história. Lá eles foram derrotados pelo Cleveland Cavaliers em quatro jogos.
Na temporada de 2015–16, Horford jogou em todos os 82 jogos da temporada regular pela primeira vez em sua carreira. Em 11 de novembro de 2015, ele marcou 26 pontos na vitória por 106-98 sobre o New Orleans Pelicans. Em 4 de dezembro, ele marcou 16 pontos contra o Los Angeles Lakers para estender sua série de jogos de dois dígitos para 22 jogos. Sua sequência chegou ao fim no 23° jogo, depois de marcar nove pontos contra o Oklahoma City Thunder. Em 12 de fevereiro de 2016, Horford foi nomeado para substituir o lesionado Chris Bosh no All-Star Game, marcando assim sua quarta seleção. Em 28 de fevereiro, ele registrou seu 200ª duplo-duplo com 13 pontos e 16 rebotes em uma vitória por 87-76 sobre o Charlotte Hornets.
Com um recorde de 48-34, os Hawks entraram nos playoffs como a quarta melhor campanha do leste. Eles avançaram para a segunda rodada, onde foram varridos pelos Cavaliers pelo segundo ano consecutivo.

### Boston Celtics (2016–2019)
Em 1 de julho de 2016, Horford tornou-se um agente livre irrestrito. Os Hawks estavam otimistas de que poderiam chegar a um novo acordo com Horford, mas depois que a equipe empenhou grande parte de seu teto salarial para pegar Dwight Howard, teria sido necessária uma oferta máxima para conseguir Horford. Horford assinou um contrato de quatro anos e US $ 113 milhões com o Boston Celtics em 8 de julho.
Ele fez sua estreia pelos Celtics na abertura da temporada em 26 de outubro de 2016, marcando 11 pontos em uma vitória por 122-117 sobre o Brooklyn Nets. Ele jogou nos primeiros três jogos da temporada, mas perdeu nove jogos seguidos com uma concussão. Ele retornou à ação em 19 de novembro e registrou 18 pontos e 11 rebotes na vitória por 94-92 sobre o Detroit Pistons. Em 19 de março de 2017, ele marcou 27 pontos em uma derrota por 105-99 para o Philadelphia 76ers. No Jogo 1 da segunda rodada dos playoffs contra o Washington Wizards, Horford quase teve um triplo-duplo com 21 pontos, 10 rebotes e nove assistências em uma vitória por 123-111. Os Celtics foram para as finais da Conferência Leste, onde foram derrotados por 4-1 pelo Cleveland Cavaliers.
Em 12 de novembro de 2017, Horford retornou de uma ausência de dois jogos com uma concussão e marcou 21 pontos para ajudar os Celtics a conseguir sua 12° vitória consecutiva ao vencer o Toronto Raptors por 95-94. Em 2 de dezembro, ele registrou 14 pontos e 11 assistências em uma vitória por 116-111 sobre o Phoenix Suns. Dois dias depois, ele registrou 20 pontos, nove rebotes e oito assistências na vitória por 111-100 sobre o Milwaukee Bucks. No Jogo 1 da primeira rodada dos playoffs contra os Bucks, Horford registrou 24 pontos e 12 rebotes na vitória por 113-107 na prorrogação. No Jogo 7, ele teve 26 pontos e oito rebotes na vitória por 112-96. Os Celtics foram para as finais da Conferência Leste, onde foram derrotados em sete jogos pelos Cavaliers.
Em dezembro de 2018, ele perdeu sete jogos com uma lesão no joelho esquerdo. Em 21 de fevereiro de 2019, ele registrou 21 pontos e 17 rebotes em uma derrota por 98-97 para os Bucks. Em 1º de abril, ele registrou seu segundo triplo-duplo na carreira com 19 pontos, 11 rebotes e 10 assistências na vitória por 110-105 sobre o Miami Heat.

### Philadelphia 76ers (2019–2020)
Em 10 de julho de 2019, Horford assinou com o Philadelphia 76ers. Um agente livre irrestrito, Horford assinou um contrato de quatro anos e $ 97 milhões (com $ 12 milhões em bônus).

### Oklahoma City Thunder (2020–2021)
Em 8 de dezembro de 2020, Horford foi negociado com o Oklahoma City Thunder. Em 27 de março de 2021, o Thunder anunciou que Horford ficaria de fora pelo resto da temporada enquanto a equipe priorizava o desenvolvimento de seus jogadores mais jovens.

### Volta para o Boston Celtics (2021–Presente)

#### Primeira Finais da NBA (2021–22)
Em 18 de junho de 2021, Horford foi negociado, junto com Moses Brown e uma escolha de segunda rodada de 2023, para o Boston Celtics em troca de Kemba Walker, a 16ª escolha geral no Draft da NBA de 2021 e uma escolha de segunda rodada de 2025.
Em 7 de maio de 2022, no Jogo 3 das semifinais da Conferência Leste, Horford registrou 22 pontos e 16 rebotes em uma derrota por 103-101 contra o Milwaukee Bucks. Dois dias depois, ele marcou 30 pontos na vitória por 116-108 no Jogo 4.
Em 29 de maio de 2022, Horford chegou às finais da NBA pela primeira vez em seus 15 anos de carreira, quando o Celtics derrotou o Miami Heat no Jogo 7 das finais da Conferência Leste por 100-96. Antes de fazer isso, ele estabeleceu um recorde de mais jogos de playoffs sem uma aparição nas finais com 141. Ele também se tornou o primeiro dominicano a chegar às Finais da NBA. No Jogo 1 das finais, Horford levou os Celtics a uma vitória por 120-108 sobre o Golden State Warriors com 26 pontos e seis rebotes. Durante o jogo, ele acertou seis arremessos de 3 pontos, estabelecendo um recorde da NBA de mais cestas de três por um jogador em sua estreia nas Finais. Os Celtics lideraram a série por 2-1, mas acabaram perdendo em 6 jogos, apesar dos 19 pontos e 14 rebotes de Horford na derrota por 103-90 no Jogo 6.
Em 1º de dezembro de 2022, Horford assinou uma extensão de dois anos no valor de US$ 20 milhões com os Celtics.

#### Primeiro título da NBA (2023–24)
Com a chegada de Kristaps Porziņģis durante a off-season de 2023, Horford assumiria o papel de reserva, após ter sido titular em quase todos os jogos até aquele momento. No Jogo 4 da primeira rodada dos playoffs contra o Miami Heat, Porziņģis se lesionou, colocando Horford na posição de pivô titular dos Celtics. No Jogo 5 das Semifinais da Conferência Leste contra o Cleveland Cavaliers, Horford registrou 22 pontos, 15 rebotes, cinco assistências e três roubos de bola na vitória decisiva por 113-98, tornando-se o primeiro jogador na história da NBA a registrar mais de 10 rebotes, 5 ou mais cestas de 3 pontos, 5 ou mais assistências e 3 ou mais tocos em um jogo de playoffs. Dez dias depois, no Jogo 3 das Finais da Conferência Leste contra o Indiana Pacers, Horford marcou 23 pontos, com uma marca pessoal de sete cestas de três pontos, em uma vitória de virada por 114-111. Os Celtics varreram os Pacers em quatro jogos e avançaram para as Finais da NBA de 2024, onde Horford foi titular em todos os cinco jogos na conquista do título contra o Dallas Mavericks, garantindo seu primeiro título da NBA em seu 186º jogo de playoffs. Isso fez de Horford o primeiro jogador dominicano a conquistar um título da NBA.

## Carreira na seleção
Horford é membro da Seleção Dominicana desde 2008 até 2012. Em 2011, conquistou uma medalha de bronze na Copa América e foi eleito para a equipe ideal do torneio.

## Estatísticas

### NBA
| † | Campeão da NBA |
|   | Líder da Liga  |

#### Temporada regular
| Ano      | Equipe       | PJ    | PT    | MPJ  | AP   | 3P    | LL    | RT   | AS  | BR  | TO  | PPJ  |
| -------- | ------------ | ----- | ----- | ---- | ---- | ----- | ----- | ---- | --- | --- | --- | ---- |
| 2007-08  | Atlanta      | 81    | 77    | 31.4 | .499 | .000  | .731  | 9.7  | 1.5 | .7  | .9  | 10.1 |
| 2008-09  | Atlanta      | 67    | 67    | 33.5 | .525 | .000  | .727  | 9.3  | 2.4 | .8  | 1.4 | 11.5 |
| 2009-10  | Atlanta      | 81    | 81    | 35.1 | .551 | 1.000 | .789  | 9.9  | 2.3 | .7  | 1.1 | 14.2 |
| 2010-11  | Atlanta      | 77    | 77    | 35.1 | .557 | .500  | .798  | 9.3  | 3.5 | .8  | 1.0 | 15.3 |
| 2011-12  | Atlanta      | 11    | 11    | 31.6 | .553 | .000  | .733  | 7.0  | 2.2 | .9  | 1.3 | 12.4 |
| 2012-13  | Atlanta      | 74    | 74    | 37.2 | .543 | .500  | .644  | 10.2 | 3.2 | 1.1 | 1.1 | 17.4 |
| 2013-14  | Atlanta      | 29    | 29    | 33.1 | .567 | .364  | .682  | 8.4  | 2.6 | .9  | 1.5 | 18.6 |
| 2014-15  | Atlanta      | 76    | 76    | 30.5 | .538 | .306  | .759  | 7.2  | 3.2 | .9  | 1.3 | 15.2 |
| 2015-16  | Atlanta      | 82    | 82    | 32.1 | .505 | .344  | .798  | 7.3  | 3.2 | .8  | 1.5 | 15.2 |
| 2016-17  | Boston       | 68    | 68    | 32.3 | .473 | .355  | .800  | 6.8  | 5.0 | .8  | 1.3 | 14.0 |
| 2017-18  | Boston       | 72    | 72    | 31.6 | .489 | .429  | .783  | 7.4  | 4.7 | .6  | 1.1 | 12.9 |
| 2018-19  | Boston       | 68    | 68    | 29.0 | .535 | .360  | .821  | 6.7  | 4.2 | .9  | 1.3 | 13.6 |
| 2019-20  | Philadelphia | 67    | 61    | 30.2 | .450 | .350  | .763  | 6.8  | 4.0 | .8  | .9  | 11.9 |
| 2020-21  | Thunder      | 28    | 28    | 27.9 | .450 | .368  | .818  | 6.7  | 3.4 | .9  | .9  | 14.2 |
| 2021-22  | Boston       | 69    | 69    | 29.1 | .467 | .336  | .842  | 7.7  | 3.4 | .7  | 1.3 | 10.2 |
| 2022-23  | Boston       | 63    | 63    | 30.5 | .476 | .446  | .714  | 6.2  | 3.0 | .5  | 1.0 | 9.8  |
| 2023-24  | Boston †     | 45    | 22    | 27.2 | .484 | .409  | .850  | 6.7  | 3.0 | .6  | 1.0 | 8.0  |
| Carreira | Carreira     | 1.058 | 1.025 | 31.6 | .509 | .356  | .767  | 7.8  | 3.2 | .7  | 1.1 | 13.2 |
| All-Star | All-Star     | 5     | 0     | 12.0 | .667 | .200  | .1000 | 4.4  | 1.6 | .4  | .4  | 6.2  |

#### Playoffs
| Ano      | Equipe       | PJ  | PT  | MPJ  | AP   | 3P    | LL   | RT   | AS  | BR  | TO  | PPJ  |
| -------- | ------------ | --- | --- | ---- | ---- | ----- | ---- | ---- | --- | --- | --- | ---- |
| 2008     | Atlanta      | 7   | 7   | 39.6 | .472 | —     | .741 | 10.4 | 3.6 | .4  | 1.0 | 12.6 |
| 2009     | Atlanta      | 9   | 9   | 28.0 | .424 | .000  | .667 | 5.8  | 2.0 | .7  | .7  | 6.9  |
| 2010     | Atlanta      | 11  | 11  | 35.3 | .523 | 1.000 | .839 | 9.0  | 1.8 | .7  | 1.7 | 14.6 |
| 2011     | Atlanta      | 12  | 12  | 39.0 | .423 | .000  | .769 | 9.6  | 3.5 | .4  | 1.0 | 11.3 |
| 2012     | Atlanta      | 3   | 2   | 36.0 | .588 | —     | .750 | 8.3  | 2.7 | 1.3 | 1.3 | 15.3 |
| 2013     | Atlanta      | 6   | 6   | 36.3 | .494 | —     | .667 | 8.8  | 3.0 | 1.0 | .8  | 16.7 |
| 2015     | Atlanta      | 16  | 16  | 32.6 | .507 | .222  | .750 | 8.6  | 3.7 | .8  | 1.4 | 14.4 |
| 2016     | Atlanta      | 10  | 10  | 32.7 | .466 | .393  | .938 | 6.5  | 3.0 | 1.2 | 2.4 | 13.4 |
| 2017     | Boston       | 18  | 18  | 33.9 | .584 | .519  | .759 | 6.6  | 5.4 | .8  | .8  | 15.1 |
| 2018     | Boston       | 19  | 19  | 35.7 | .544 | .349  | .827 | 8.3  | 3.3 | 1.0 | 1.2 | 15.7 |
| 2019     | Boston       | 9   | 9   | 34.4 | .418 | .409  | .833 | 9.0  | 4.4 | .4  | .8  | 13.9 |
| 2020     | Philadelphia | 4   | 3   | 32.0 | .480 | .000  | .571 | 7.3  | 2.3 | .3  | 1.3 | 7.0  |
| 2022     | Boston       | 23  | 23  | 35.4 | .523 | .480  | .778 | 9.3  | 3.3 | .8  | 1.3 | 12.0 |
| 2023     | Boston       | 20  | 20  | 30.8 | .386 | .298  | .750 | 7.2  | 3.0 | 1.1 | 1.7 | 6.7  |
| 2024     | Boston †     | 19  | 15  | 30.3 | .478 | .368  | .636 | 7.0  | 2.1 | .8  | .8  | 9.2  |
| Carreira | Carreira     | 186 | 180 | 34.1 | .487 | .336  | .751 | 8.1  | 3.1 | .7  | 1.2 | 12.3 |

### Universitário
| Ano      | Equipe   | PJ  | PT  | MPJ  | AP   | 3P   | LL   | RT  | AS  | BR  | TO  | PPJ  |
| -------- | -------- | --- | --- | ---- | ---- | ---- | ---- | --- | --- | --- | --- | ---- |
| 2004–05  | Florida  | 32  | 25  | 22.8 | .480 | —    | .582 | 6.5 | .9  | .8  | 1.6 | 5.6  |
| 2005–06  | Florida  | 39  | 39  | 25.9 | .608 | .000 | .611 | 7.6 | 2.0 | 1.0 | 1.7 | 11.3 |
| 2006–07  | Florida  | 38  | 36  | 27.8 | .608 | .000 | .644 | 9.5 | 2.2 | .7  | 1.8 | 13.2 |
| Carreira | Carreira | 109 | 100 | 25.5 | .565 | .000 | .612 | 7.8 | 1.7 | .8  | 1.7 | 10.3 |

### Seleção
| Ano  | Equipe                           | PJ | PT | MPJ  | AP   | 3P   | LL   | RT   | AS  | BR  | TO  | PPJ  |
| ---- | -------------------------------- | -- | -- | ---- | ---- | ---- | ---- | ---- | --- | --- | --- | ---- |
| 2008 | Centrobasket                     | 5  | 5  | 31.8 | .662 | .500 | .750 | 9.8  | 2.2 | .4  | 1.4 | 14.4 |
| 2009 | Copa América                     | 8  | 8  | 33.1 | .534 | .000 | .692 | 10.2 | 2.8 | 1.1 | 1.0 | 14.0 |
| 2011 | Copa América                     | 10 | 10 | 33.3 | .514 | .250 | .811 | 9.2  | 3.1 | 1.9 | 1.0 | 19.0 |
| 2012 | Centrobasket                     | 5  | 5  | 34.2 | .483 | .455 | .605 | 10.0 | 3.2 | .2  | 2.4 | 17.2 |
| 2012 | Torneio de Qualificação Olímpica | 5  | 5  | 31.8 | .500 | .000 | .688 | 9.4  | 3.2 | .6  | .4  | 18.0 |

Fonte:

## Títulos e homenagens
- NBA:
  - Campeão da NBA: 2024
  - 5x NBA All-Star: 2010, 2011, 2015, 2016, 2018;
  - All-NBA Team:
    - terceiro time: 2011;

  - NBA All-Defensive Team:
    - segundo time: 2018;

  - NBA All-Rookie Team:
    - primeiro Time: 2008;

## Vida pessoal
O pai de Horford, Tito Horford, também jogou basquete. Tito, cujo pai era um imigrante das Bahamas, frequentou Universidade do Estado da Luisiana e Miami antes de ser selecionado na segunda rodada do draft da NBA de 1988. Ele jogou três anos na NBA e vários outros no exterior. O nome de sua mãe é Arelis Reynoso, e ele também tem duas irmãs, Anna e Maria, e outro irmão mais novo, Josh.
Horford é casado com Amelia Vega, Miss Universo de 2003. Ambos são naturais da República Dominicana, mas se conheceram em Boston, no Latin Pride Awards de 2007. Horford e Vega se casaram na véspera de Natal de 2011, logo após o lockout da NBA. O casal tem cinco filhos juntos.

Em 12 de setembro de 2024, Horford visitou a República Dominicana com o Troféu da NBA, sendo o primeiro de seus conterrâneos a poder fazer isso. Em reconhecimento às suas contribuições ao basquete dominicano e à importância de sua vitória na NBA, Horford foi agraciado com a Ordem do Mérito de Duarte, Sánchez e Mella, a maior honraria civil e militar da República Dominicana.